# Имени Балуана Шолака (Жамбылская область)
Имени Балуана Шолака (каз. Балуан Шолақ атындағы ауыл, до 2002 г. — Актобе) — село в Шуском районе Жамбылской области Казахстана. Административный центр и единственный населённый пункт Балуан Шолакского сельского округа. Код КАТО — 316640100.

## Население
В 1999 году население села составляло 1864 человека (944 мужчины и 920 женщин). По данным переписи 2009 года, в селе проживало 1590 человек (807 мужчин и 783 женщины).